# Leestrup
Leestrup (også stavet Lefstorp, Lefstrup, Læstrup, Ledstrup, Lestrup og Leestrup) er en landsby med ca. 80 huse i Kongsted Sogn, Faxe Kommune i Region Sjælland.
Lefstorp, som byen skrives i Valdemar 2.s jordebog i 1231, antyder at byens tilliggende er et "Lev" eller "Leif": arvegods, hvorpå torpen (af dorf: nybygger eller nybygning) er opført.
Den første del af byens navn stammer fra olddansk, mens endelsen torp (trup eller strup) er fra slutningen af det 12. århundrede. Byen var allerede til i 1231, og tilhørte som nævnt kronen. Som bekendt ejede Kronen alle øde og ubebyggede strækninger, de såkaldte "Almindinger", og dette arvegods eller "lev" er omsider blevet bebygget, rimeligst på kronens foranstaltning, og jorden ryddet for dens store skove og opdyrket ved lejere eller forpagtere, datidens "brydier", hvad endelsen torp bekræfter.
Leestrup er i dag en lille landsby med ca. 80 huse. Det lokale bylaug er meget aktivt – og arrangerer flere årlige sammenkomster, herunder fastelavn, høstfest og Mortens aften.

## Eksterne links
www.leestrup-bylaug.dk
Leestrup Historie Arkiveret 10. februar 2019 hos  Wayback Machine
55°12′7″N 12°2′17″Ø / 55.20194°N 12.03806°Ø
|  | Denne artikel om lokaliteten Leestrup kan blive bedre, hvis der indsættes et (bedre) billede. Du kan hjælpe ved at afsøge Wikimedia Commons for et passende billede eller lægge et op på Wikimedia Commons med en af de tilladte licenser og indsætte det i artiklen. |